# Козулін Олександр Владиславович
Олександр Владиславович Козулін (біл. Алякса́ндар Уладзісла́вавіч Казу́лін; (25 листопада 1955 , Мінськ )) — білоруський політичний і громадський діяч. Один з організаторів громадського руху «Воля Народу», колишній лідер Білоруської соціал-демократичної партії (Громада). Академік Академії освіти Республіки Білорусь та Міжнародної академії вищої школи, почесний професор Московського державного університету імені М. В. Ломоносова, віце-президент Петровської академії наук і мистецтв, голова Товариства «Білорусь—Австрія»; ректор Білоруського державного університету (1996—2003).

## Біографія
Народився 25 листопада 1955 року в Мінську, виходець з робітничої сім'ї. Білорус. У 1972 році закінчив мінську спеціалізовану (англійська мова) середню школу № 87, після чого там же два роки працював лаборантом кабінету фізики. Одночасно навчався на вечірньому відділенні механіко-математичного факультету Білоруського державного університету (БДУ). Служив на Балтійському флоті в морській піхоті (1974—1976). Після демобілізації працював у ковальському цеху Мінського тракторного заводу.
В 1976—1983 роках — студент механіко-математичного факультету БДУ. Закінчив університет з червоним дипломом. Активно брав участь у студентському русі, п'ять разів виїжджав командиром будівельних загонів. У 1983—1986 роках — секретар комітету комсомолу БДУ.
У 1986—1988 роках працював у БДУ викладачем, старшим викладачем, доцентом, деканом факультету. Активно займався науковою, педагогічною та громадською діяльністю. Захистив кандидатську дисертацію з проблем аналітичної теорії диференціальних рівнянь.
З 1988 по 1996 рік працював у Міністерстві освіти Республіки Білорусь: спочатку — начальником відділу аналітичної роботи та перспективного розвитку, начальником головного управління перспективного розвитку та безвідривного освіти, потім — заступником міністра, першим заступником міністра. Вніс суттєвий вклад у становлення системи освіти незалежної білоруської держави, був ініціатором її реформування та переходу на інноваційний шлях розвитку. Один з авторів закону «Про освіту» Республіки Білорусь. Одночасно не переривав наукової роботи, захистив докторську дисертацію за тематикою нових освітніх технологій.
У 1996 році був призначений ректором Білоруського державного університету. У 2000 році обраний на цю ж посаду абсолютною більшістю Об'єднаної ради БДУ.
З 1998 по 2001 рік — член уряду Республіки Білорусь, міністр. Був головою Ради ректорів закладів вищої освіти Білорусії, членом Президії Національної академії наук Білорусі.
Вдівець, має двох дочок (Ольга і Юлія). 23 лютого 2008 року на 49-му році життя дружина Ірина померла від важкої тривалої хвороби.
Захоплюється тенісом, волейболом і шахами.

## Наукова діяльність
Є автором понад 100 наукових робіт.

## Політична діяльність
10 квітня 2005 року обраний на об'єднавчому з'їзді головою Білоруської соціал-демократичної партії (Громада). У 2005 році став засновником та координатором громадської ініціативи зі створення Загальнонаціонального руху «Воля народу», організаційні структури якого планувалося створити в містах і районних центрах Білорусі, проте ініціатива не отримала продовження.
У грудні 2005 року Козулін був зареєстрований кандидатом у президенти Білорусі. На виборах за офіційними даними набрав 2,3 % голосів. За даними незалежних соціологічних опитувань — у кілька разів більше. 25 березня 2006 року був заарештований, і потім 13 липня того ж року засуджений на 5,5 років позбавлення волі за злісне хуліганство та організацію масових заворушень". З 20 жовтня 2006 року більше півроку проводив голодування протесту, вимагаючи розгляду ситуації в Білорусі в Раді Безпеки ООН. За словами його родичів, за вісім місяців ув'язнення, під час голодування Олександр Козулін схуд на 40 кг.
13 грудня 2006 року представник США Вільям Бренсік підняв питання про ситуацію з правами людини в Білорусі під час закритого засідання Ради Безпеки ООН. На думку заступника голови «Грамади» Анатолія Левковича, ця ініціатива продемонструвала визнання Козуліна як опозиційного лідера. У той же день сенат США підтримав законопроєкт, в якому закликав президента США ввести додаткові санкції проти Білорусі.
У грудні 2006 року правозахисна організація Міжнародна Амністія визнала Олександра Козуліна в'язнем совісті.
У серпні 2008 року, разом з Андрієм Кімом та Сергієм Парсюкевичем помилуваний спеціальним указом президента Білорусії Олександра Лукашенко.

Інший кандидат від опозиції на президентських виборах 2006 року Олександр Мілінкевич сказав в інтерв'ю радіо «Ехо Москви» про Козуліна та його походу на приймач-розподільник:
«Я йому [Козуліну] сказав, коли ми стояли на трибуні, що ні в якому разі не треба цього робити… Я засуджую провокаторів, які повели людей до в'язниці… „Взяття Бастилії“ зараз вже не треба робити… Ці провокації не пробачаються, це злочин з боку людей, які називають себе опозицією».
3 серпня 2008 року був переобраний лідер партії БСДП (Громада). Замість Олександра Козуліна лідером партії був обраний колишній заступник Анатолій Левкович. 21 грудня 2008 року Олександр Козулін вийшов зі складу партії.
Восени 2009 року офіційний сайт Козуліна припинив роботу через хакерської атаки.
У 2015 році відхилив усі пропозиції відновити свою політичну діяльність і стати кандидатом на Президентських виборах 2015 року, або ж увійти до команди когось із опозиційних кандидатів. Закликав лідерів опозиції бойкотувати вибори, яких немає".
В даний час екс-кандидат в президенти не веде ніякої політичної діяльності.

## Нагороди
- Медаль «За трудову відзнаку».